# Reformerta kyrkor i Nederländerna (befriade)
Reformerta kyrkor i Nederländerna, befriade (Gereformeerde Kerken vrijgemaakt) är ett kalvinistiskt trossamfund bildat 1944 av utbrytare från Reformerta kyrkan i Nederländerna.
Denna kyrka har bildat en rad politiska och kulturella institutioner, som dagstidningen Nederlands Dagblad och partiet Reformerta Politiska Förbundet.
2003 bildade avhoppare från kyrkan det nya samfundet Gereformeerde Kerken in Nederland (hersteld).